# Leucanopsis domara
Leucanopsis domara là một loài bướm đêm thuộc phân họ Arctiinae, họ Erebidae.